# Lordiphosa acuminata
Lordiphosa acuminata är en tvåvingeart som först beskrevs av Collin 1952.  Lordiphosa acuminata ingår i släktet Lordiphosa och familjen daggflugor. Enligt den svenska rödlistan är arten otillräckligt studerad i Sverige. Arten förekommer i Götaland. Artens livsmiljö är skogslandskap. Inga underarter finns listade i Catalogue of Life.